# Chiridota hydrothermica
Chiridota hydrothermica is een zeekomkommer uit de familie Chiridotidae.
De wetenschappelijke naam van de soort werd in 2000 gepubliceerd door A.V. Smirnov & A.V. Gebruk.